# 景芝酒业
景芝酒业，全称山东景芝酒业股份有限公司（英語：Shandong Jingzhi Liquor Co.,Ltd），原名山东景芝酒厂，是中国的一家酿酒公司，总部位于山东省潍坊市安丘市景芝镇。酒厂所在地潍坊“景芝酒之城景区”是中国国家4A级旅游景区。

## 历史
1948年，景芝镇72家酿酒作坊合并成立山东景芝酒厂，是中国最早的国营白酒企业之一。1957年，景芝酒被白酒专家发现含有芝麻成分，1965年开始对芝麻香型白酒的探索研究。
1993年，“山东景芝酒厂”正式更名为“山东景芝酒业股份有限公司”，1996年，“景阳春”被中国商务部（当时叫国内贸易部）认定为中华老字号。
2012年并购曾生产过以薯干为原料的坊子白酒(现已停产)的“山东坊子板桥酒业有限公司”，增加了坊子和板桥等品牌。
2017年并购“山东寿光齐民思酒业有限责任公司”，增加了寿光香王、齐民思、华夏全家、和农圣等品牌。
2018年10月15日，今世缘发布公告，称今世缘与景芝酒业现有大股东安丘众人兴酒商贸合伙企业（有限合伙）就收购其持有的景芝酒业股份事宜签署《战略合作协议》，众人兴酒同意并协助今世缘收购景芝酒业34%—49%股份。

## 产品
景芝酒是中国历史上最早的高梁白酒，有1000余年的酿造历史，其酿造技艺是中国的酿酒技艺发源地之一，被确认为山东省首批非物质文化遗产。
该公司拥有的商标“景阳春”是中国商务部认定的中华老字号、国家工商总局认定的中国驰名商标，也是中国地理标志产品，被评为山东省十大白酒品牌。
公司另外还有国标景芝、一品景芝、小老虎、阳春保健酒、景芝白乾、久久真藏、景芝大曲、景芝佳酿、景芝特酿、景芝白酒等品牌。